# Notosyrphus
Notosyrphus là một chi ruồi trong họ Syrphidae.